# GNU Mach
GNU Mach（グヌー マーク）は、GNUプロジェクトにより開発されているマイクロカーネルタイプのカーネル。Machマイクロカーネルに由来する実装の一つであり、同プロジェクトが開発するオペレーティングシステム (OS)、GNU Hurdのマイクロカーネルとして使用されている。対応プラットフォームはIA-32､Power ISA。GNU General Public License (GPL) に基づく自由ソフトウェアとして公開されている。

## 歴史
GNU Hurdの初期のバージョンは、カーネギーメロン大学のMach 3.0上に行われていた。
1994年、同大学はMachプロジェクトを終了、GNUプロジェクトもユタ大学のMach 4へと移行した。その後ユタ大学での開発も終了したため、Mach 4からさらに派生する形でGNU Machが開発された。最初の変更履歴は、トーマス・ブッシュネルによる1996年12月16日のものである（それ以前はユタ大学の研究者によるものだった）。
2002年にはローランド・マクグラスにより、GNU Mach 1.2を元にデバイスドライバといくつかのハードウェアサポートをユタ大学のOSKitに置き換えることを目的にOSKit-Machのブランチが行われた。GNUプロジェクトでは当初、GNU Mach 1.3リリース後はこのOSKit-Machを元にGNU Mach 2.0の開発を進めるとしていたが、その後のOSKitの開発停止を受け、2006年までにOSKit-Machの開発は放棄された。
その後は長らくリリースが無かったものの、2013年9月27日に11年ぶりのリリースとなるGNU Mach 1.4が公開されている。

### リリース履歴
- Version 1.0 : 1997年4月14日リリース
- Version 1.1.1 : 1997年5月12日リリース
- Version 1.1.2 : 1997年6月10日リリース
- Version 1.1.3 : 1997年6月12日リリース
- Version 1.2 : 1999年6月21日リリース
- Version 1.3 : 2002年5月27日リリース
- Version 1.4 : 2013年9月27日リリース
- Version 1.5 : 2015年4月10日リリース
- Version 1.6 : 2015年10月31日リリース
- Version 1.7 : 2016年5月18日リリース
- Version 1.8 : 2016年12月18日リリース